# Emanuel Paniagua
Emanuel Paniagua Leaño (Tarija, 5 novembre 2005) è un calciatore boliviano, centrocampista dell'ABB in prestito dall'Always Ready.

## Biografia
È fratello maggiore di Moisés Paniagua, a sua volta calciatore professionista.

## Carriera

### Club
Paniagua è entrato a far parte del settore giovanile dell'Always Ready nel maggio del 2022, dopo essersi messo in mostra con una formazione locale assieme al fratello. Il 25 aprile 2023 ha fatto il suo esordio in prima squadra nell'incontro di Coppa di Lega pareggiato 1-1 contro il Blooming ed il 21 novembre 2024 ha segnato il suo primo gol, contro il Royal Pari.
Nel gennaio del 2025 è stato ceduto in prestito all'ABB.

### Nazionale
Nel gennaio del 2025 è stato convocato dalla nazionale giovanile boliviana Under-20 per partecipare al campionato sudamericano di categoria.

## Statistiche

### Presenze e reti nei club
Statistiche aggiornate al 10 giugno 2024.
| Stagione        | Squadra         | Campionato      | Campionato | Campionato | Coppe nazionali | Coppe nazionali | Coppe nazionali | Coppe continentali | Coppe continentali | Coppe continentali | Altre coppe | Altre coppe | Altre coppe | Totale | Totale | Totale |
| Stagione        | Squadra         | Comp            | Pres       | Reti       | Comp            | Pres            | Reti            | Comp               | Pres               | Reti               | Comp        | Pres        | Reti        | Pres   | Reti   |        |
| --------------- | --------------- | --------------- | ---------- | ---------- | --------------- | --------------- | --------------- | ------------------ | ------------------ | ------------------ | ----------- | ----------- | ----------- | ------ | ------ | ------ |
| 2023            | Always Ready    | PD              | 11         | 0          | CdL             | 7               | 0               | CL                 | 0                  | 0                  | -           | -           | -           | 18     | 0      |        |
| 2024            | Always Ready    | PD              | 10         | 1          | -               | -               | -               | CL+CS              | 0                  | 0                  | -           | -           | -           | 10     | 1      |        |
| 2025            | ABB             | PD              | 4          | 0          | CdL             | 0               | 0               | -                  | -                  | -                  | -           | -           | -           | 4      | 0      |        |
| Totale carriera | Totale carriera | Totale carriera | 25         | 1          |                 | 7               | 0               |                    | 0                  | 0                  |             | -           | -           | 32     | 1      |        |